# 아크 존슨

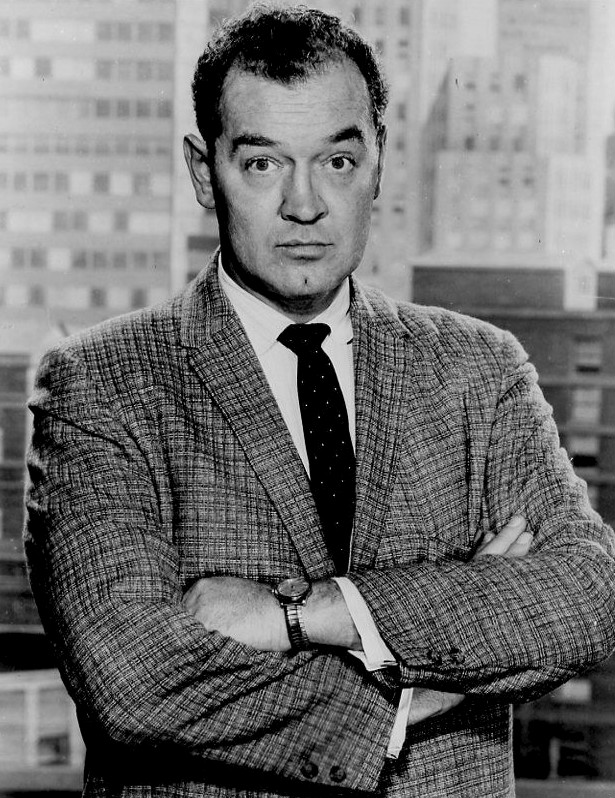

아크 존슨(Arch Johnson, 1922년 3월 14일 ~ 1997년 10월 9일)은 미국의 배우, 텔레비전 배우, 연극 배우이다.
미니애폴리스에서 태어났다.

## 영화
- 데스마스크 (1984년) - 로버트 역
- 크레아 머니 (1983년)
- 원더 우먼 - TV 시리즈 (1975년)
- 명탐정 바나비 존즈 (1973년)
- 워킹 톨 (1973년)
- 스팅 (1973년) - 콤스 역
- 나폴레옹과 사만다 (1972년) - 경찰서장 역
- 샌프란시스코 수사반 (1972년)
- 진정한 해방 (1970년)
- 닥터 웰비 (1969년)
- FBI (1965년)
- 아내는 요술쟁이 (1964년)
- 도망자 (1963년)
- 지 아이 블루 (1960년)
- 보난자 (1959년)
- 선셋 77번가 (1958년)
- 페리 메이슨 (1957년)
- 상처 뿐인 영광 (1956년)
- 딜론 보안관 (1955년)